# Corrado Guerzoni
Corrado Guerzoni (Modena, 27 luglio 1930 – Roma, 1º ottobre 2011) è stato un giornalista e conduttore radiofonico italiano.

## Biografia
Iniziò l'attività giornalistica alla Gazzetta di Modena, poi nel 1954 entrò in Rai, dapprima come praticante e quindi come giornalista. Per quasi 19 anni fu stretto collaboratore di Aldo Moro, prima come capoufficio stampa, poi come portavoce e assistente alla comunicazione.
Dal 1969 al 1977 diresse il Radiocorriere TV.
Nel 1977 diventò direttore del secondo canale della Radiorai, Rai Radio 2. Restò in carica fino al 1990.
Dal 1981 condusse - per nove anni, fino al 1990 - Radiodue 3131, la popolarissima trasmissione radiofonica in onda dal lunedì al venerdì dalle 10,30 alle 12,10, erede di Chiamate Roma 3131, nata il 7 gennaio 1969 e precedentemente condotta tra gli altri da Gianni Boncompagni e Paolo Cavallina. Nel 1993 riceve il Premio Hystrio Radiofonia.
Scrisse diversi libri di saggistica e poesia (Il valore della parola, con Maurizio Ciampa e altri, SEI, 1988; Una striscia di terra, Lucarini, 1990; La faccia nascosta, Lucarini, 1991; L'uomo che speravi, Gribaudo, 1992) e la biografia Aldo Moro, pubblicata nel 2008 per i tipi di Sellerio Editore.
È scomparso nel 2011 all'età di 81 anni.